# Sylwester Wojutyński Hulewicz

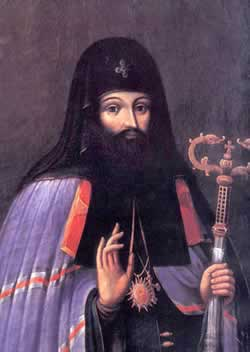
Zwierzchnik restytuowanego Kościoła prawosławnego i poplecznik Hulewicza, Piotr Mohyła

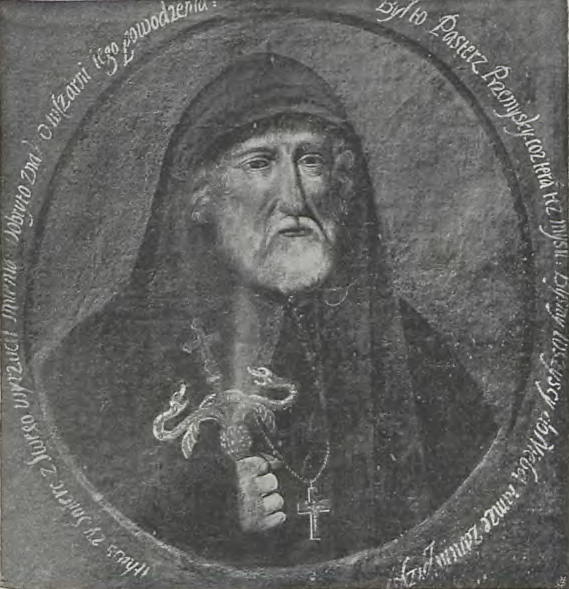
Biskup unicki Atanazy Krupecki, główny adwersarz Sylwestra Hulewicza

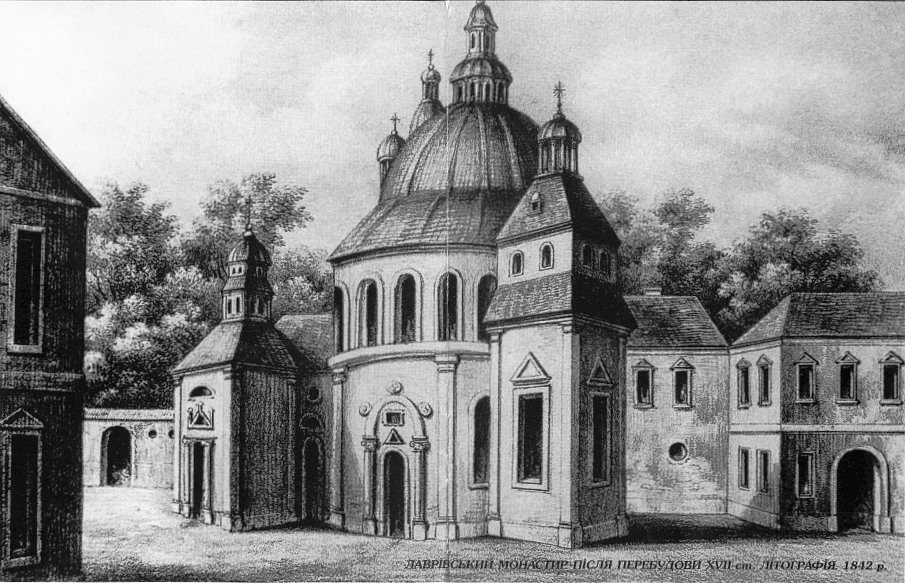
Monaster św. Onufrego w Ławrowie, litografia z 1848 r. Jeden z trzech klasztorów, o które Sylwester Hulewicz toczył spory z Atanazym Krupeckim

Sylwester Symeon Hulewicz-Wojutyński lub Semen Hulewicz-Wojutyński  czy Symeon Hulewicz z Wojutyna, Szymon Hulewicz herbu Nowina (zm. 31 maja 1645) – pierwszy prawosławny biskup przemyski po restytuowaniu Kościoła prawosławnego w Rzeczypospolitej Obojga Narodów, pisarz łucki w latach 1628–1636.
Zbrojne objęcie przyznanego mu monasteru Przemienienia Pańskiego (świętego Spasa), spowodowało wydanie na niego wyroku infamii. Sprawa ta stała się jedną z kluczowych kontrowersji między prawosławnymi a unitami i katolikami w czasie panowania Władysława IV Wazy.

## Życiorys
Symeon Hulewicz-Wojutyński urodził się w rodzinie zamożnej prawosławnej szlachty z ziemi łuckiej. Jeszcze przed 1632 r. piastował tam urząd pisarza ziemskiego . W tym roku – 1 września – podpisał protestację przeciwko obsadzeniu tronu biskupiego we Włodzimierzu przez Józefa Bakowieckiego-Mokosieja, oficjalnie z powodu naruszenia procedury wyboru hierarchy.  Poseł na sejm 1615 roku, sejm nadzwyczajny 1626 roku, sejm konwokacyjny 1632 roku, sejm 1634 roku, sejm nadzwyczajny 1635 roku, sejm zwyczajny 1635 roku z województwa wołyńskiego. Symeon Hulewicz został wybrany posłem na Sejm koronacyjny 1633 roku, wyróżniał się na nim aktywnością. Jako poseł na sejm koronacyjny 1633 roku wyznaczony deputatem do skarbu rawskiego z Małopolski.

### Nominacja biskupia
Pacta conventa króla Władysława IV nakładały na władcę obowiązek odtworzenia struktur Kościoła prawosławnego na terytorium Rzeczypospolitej. W przypadku eparchii przemyskiej zadecydowano o przekazaniu prawosławnym biskupstwa po śmierci unickiego władyki, Aleksandra Krupeckiego. Do tego czasu w ręce nowego biskupa prawosławnego miały trafić trzy bazyliańskie klasztory: monastyr w Smolnicy, klasztor Przemienienia Pańskiego (Spasa) w Spasowie i świętego Onufrego w Ławrowie. Miał on też otrzymywać subwencje ze skarbu państwowego i królewskiego .
Pierwszym królewskim nominatem na stolec biskupi został wysunięty przez sejmik wiszeński Jan Chłopecki, który jednak nie zdążył objąć tej godności, gdyż zmarł w drodze do Przemyśla. Symeon Hulewicz został ogłoszony kolejnym kandydatem na biskupa przemysko-samborskiego przez społeczność prawosławną. Odbyło się to 20 marca 1633 r., akt elekcji został podpisany przez około 200 sygnatariuszy, w tym przez Piotra Mohyłę i Józefa Boryskowicza.
Inna grupa prawosławnych swoim kandydatem obwołała Iwana Popiela, który otrzymał królewską nominację 18 marca 1633 r., zaś trzecim kandydatem został ihumen Warłaam Broszniewski. Według Rechowicza Popiel odstąpił biskupstwo Hulewiczowi w zamian za 3000 złotych . Marian Bendza wskazuje na sprzeciw Piotra Mohyły wobec udzielenia chirotonii biskupiej dwukrotnie żonatemu mężczyźnie. Sprawę przesądzić miała śmierć nominata przed 14 grudnia 1634 r.. Oficjalną nominację Hulewicz otrzymał 14 marca 1635 roku na sejmie walnym, wraz z nią król obiecał mu pensję w wysokości 2000 złotych polskich. Nominat rychło został postrzyżony na mnicha, przyjmując imię zakonne Sylwester, po czym został wyświęcony na biskupa.

### Walka o monastery
Biskup unicki Atanazy Krupecki nie zgadzał się z postanowieniami sejmowymi, a popierający go starosta przemyski Jan Mikołaj Daniłowicz odmówił Hulewiczowi intromisji klasztorów. Nowy władyka postanowił siłą wyegzekwować uzyskane nadania. W tym celu zebrał popleczników: komisarza królewskiego – swojego szwagra i chorążego czernihowskiego Andrzeja Kosakowskiego, swych braci Aleksandra i Daniela, Andrzej Zachorowskiego, Semena Myszkę Chołoniewskiego, Teodora Winnickiego i Piotra Szeptyckiego. Grupa ta przybyła 10 czerwca 1636 r. do podprzemyskiej cerkwi na Wiliczu, gdzie Hulewicz utworzył swoją bazę i zgrupował dodatkowe siły przeciwników unii wszystkich stanów. W grupie 10 tysięcy (według relacji unickiego biskupa Jakuba Suszy 20 tysięcy) ludzi udał się do Starego Sambora, niedaleko monastyru Przemienienia Pańskiego (świętego Spasa), w którym przebywał władyka unicki. Krupecki odrzucił żądania poselstwa Hulewicza wydania prawosławnym klasztorów. Kosakowskiemu zarzucił, że dyplom królewski został wydany pod pieczęcią pokojową i jako taki jest nieważny. Sam powołał się na pismo przyznające mu klasztory dożywotnio. W odpowiedzi Hulewicz zaatakował monaster; według Dowbyszczenki budynek został ostrzelany przez artylerią, atak poprowadził Kosakowski. Po sforsowaniu ostrokołu i bram klasztornych przez atakujących, obrońcy zabarykadowali się w murowanej wieży. W trakcie walk wykorzystywano rusznice, zginął brat unickiego biskupa, było też kilkunastu rannych. Sam Krupecki położył się krzyżem w cerkwi. Jakkolwiek jego życie miało zostać ocalone za interwencją Hulewicza , biskup unicki został poddany licznym szyderstwom, po czym dwie doby spędził o głodzie uwięziony w podziemiach monasteru. Po zdobyciu klasztoru świętego Spasa Sylwester Hulewicz zajął również oba pozostałe przyznane mu monastery, jak i podległe nim wsie: Duszowce, Ławrów, Nanczułkę, Straszewice i Wołkowice.

### Infamia i próby rehabilitacji
W odpowiedzi na zbrojne przejęcie monasterów Atanazy Krupecki złożył pozwy przeciwko napadającym kolejno do przemyskiego sądu grodzkiego (24 czerwca 1636 roku), do Trybunału Koronnego w Lublinie i w Piotrkowie Trybunalskim. Rozpoczął też szeroką akcję propagandową, która zaowocowała postulatami „ukontentowania” unickiego władyki w instrukcjach sejmików proszowickiego, średzkiego, opatowskiego, wiszeńskiego i bełskiego na sejm 1637 roku.
Na sejmie w obronie biskupa i innych oskarżanych stanęli posłowie prawosławni. Zgodnie z przygotowaną konstytucją „Religia grecka” uwalniała dyzunitów od odpowiedzialności za zbrojne zatargi, sprawę zaś ponownego rozdziału dóbr w diecezji przemyskiej odkładała do kolejnego sejmu. Nie weszła ona w życie wobec niedojścia sejmu, zakończonego 3 marca. Zaledwie 10 dni później piotrkowski trybunał koronny nałożył infamię na biskupa Sylwestra i kilkudziesięciu jego popleczników. Wyrok ten pozbawiał Hulewicza możliwości pełnienie obowiązków duchownych. Atanazy Krupecki wykorzystał to, przymuszając część prawosławnych duchownych do przyjęcia unii.
Prośbę o kasatę wyroku złożyli posłowie dyzuniccy 9 czerwca na sejmie nadzwyczajnym 1637 roku, nie zdołali jednak przekonać pozostałych członków izby poselskiej.
Sprawa Hulewicza powróciła na sejmie zwyczajnym 1638 roku. Kwestia zniesienia infamii pojawiła się jako jeden z głównych postulatów „uspokojenia religii greckiej”, jakie znajdowały się w instrukcjach poselskich deputowanych z powiatu łuckiego, województw kijowskiego i połockiego oraz przypuszczalnie bracławskiego i czernihowskiego, a także wschodniej części Litwy. Z kolei sejmiki ziemskie średzki, opatowski i sejmik generalny ruski (ten ostatni przy proteście szlachty prawosławnej) wpisały do instrukcji żądanie egzekucji wyroków.
Sprawa rehabilitacji Hulewicza została poruszona przez posłów wołyńskich na sejmie 10 kwietnia, nie uzyskała jednak posłuchu w izbie poselskiej.
Dwa tygodnie później Władysławowi IV udało się doprowadzić do uchwalenia konstytucji „Religia grecka”, która przywracała stan prawny uchwalony w 1635 r., jednak na skutek protestów Jakuba Sobieskiego i Jakuba Maksymiliana Fredry nie objęła ona sprawy Hulewicza. O przynależność klasztorów walczono również na drodze sądowej – podczas procesu w przemyskim sądzie grodzkim delegaci metropolity Mohyły bronili legalności przynależności zajętych przez Hulewicza obiektów. Porażką zakończyły się podejmowane w lipcu zabiegi o zawarcie zgody między skłóconymi przemyskimi biskupami.
W związku z pozyskanym nakazem egzekucyjnym Atanazy Krupecki usiłował odzyskać utracone klasztory, spotkał się jednak ze zbrojnym oporem Hulewicza, zabarykadowanego w monasterze Przemienienia Pańskiego .
Ze znanych instrukcji poselskich na sejm 1639 roku jedynie wołyńska polecała deputowanym wsparcie biskupa, lecz obrady, korzystne dla prawosławnych, zakończyły się niedojściem sejmu.
Znacznie większą aktywność wykazali dyzunici na sejmie 1640 roku. Anulowanie infamii Hulewicza było jedną z głównych – obok zwrotu cerkwi w Lublinie i w Krasnymstawie – podnoszonych przez nich kwestii. Sejm zadecydował o powołaniu komisji w sprawie roszczeń prawosławnych, wynik jej prac nie znalazł jednak odzwierciedlenia w konstytucjach sejmowych.
Jeszcze w tym samym roku Hulewicz został poddany egzekucji wyroku – przeprowadził ją starosta przemyski Jan Mikołaj Daniłowicz. W związku z tym wśród postulatów poselskich na sejmie 1641 roku pojawiło się mianowanie nowego władyki przemyskiego.
Wyjątkowo nieustępliwe stanowisko dyzunitów doprowadziło do powołania komisji senacko-poselskiej pod przewodnictwem Władysława IV. Rozpoczęła ona obrady 18 września, zaś 25 przedstawiono posłom opracowaną konstytucję, której ci jednak nie przyjęli. Król przedstawił dalsze propozycje na sesji senatu 29 września, postanowiono tam o zniesieniu ciążącego na Hulewiczu wyroku, czemu sprzeciwił się jedynie Albrycht Stanisław Radziwiłł. Ostateczną decyzję o rehabilitacji Hulewicza sejm podjął 4 października. Zastrzeżono jednak, że do unitów będzie należał klasztor św. Spasa, zaś następca Hulewicza będzie dzierżył jedynie godność archimandryty. Hulewicz nie dochował wierności tym ustaleniom i w 1643 r. ponownie zajął monaster św. Spasa. W związku z tym utracił zwierzchnictwo nad przyznanymi mu wcześniej klasztorami oraz inne beneficja. Został też zmuszony do przeniesienia się do Kamieńca Podolskiego. O kolejne przywrócenie biskupa do łask posłowie prawosławni zabiegali 16 marca na sejmie 1645 roku, postulatów tych nie poddano jednak dyskusji na posiedzeniu.
W 1642 r. biskup Sylwester uczestniczył w synodzie w Jassach, podpisał deklarację potępiającą naukę Cyryla Lukarisa.

### Śmierć
Następcą Hulewicza na stanowisku władyki przemyskiego został Antoni Winnicki, nominowany na tę godność 24 kwietnia 1650 r. Stąd według Rechowicza wynika śmierć Hulewicza przed 1650 rokiem . Dowbyszczenko datę jego śmierci ustala na rok 1645 lub początek 1646 na podstawie charakteru przekazów źródłowych z tych dwóch lat. Bendza podaje dokładną datę i miejsce zgonu – 31 maja 1645 r. w Kamieńcu Podolskim – nie zdradzając jednak źródła tej informacji.

## Inne

### Rodzina
Symeon Hulewicz miał dwóch braci: Aleksandra i Daniela. Jego szwagrem był chorąży czernihowski Andrzej Kosakowski.

### Upamiętnienie
Wizerunek Sylwestra Hulewicza znajdował się w Pałacu Biskupów Greckokatolickich w Przemyślu. Portret otoczony był czterowierszem o następującej treści:
Sylwester Vester cóż był, zacni Przemyślanie?

Że nie wiele pasł, trudno dać też o nim zdanie.

Była w onym gorliwość wielka i staranie,

Była i w drugim także. Bogu rozeznanie.